# Morro dos Macacos
Morro dos Macacos é uma favela localizada no bairro de Vila Isabel, Rio de Janeiro. Ela, junto com as favelas Parque Vila Isabel e Pau da Bandeira, formam o chamado Complexo dos Macacos ou Terreirinho.

## História
A área era de propriedade da Companhia de Jesus desde 1565, onde foi estabelecida a Fazenda dos Macacos. O local tornou-se propriedade da Coroa Portuguesa em 1759, após a ordem ser expulsa do país pelo Marquês de Pombal. Em 1829 terreno chegou a ser oferecido para a Duquesa de Bragança por Dom Pedro I. Em 1872, João Batista Viana Drummond comprou a fazenda e instalou uma linha de bonde com tração animal e fundou a Companhia Arquitetônica para a venda de loteamentos, transformando a Redentora Isabel no primeiro bairro planejado do Brasil. O bairro passou a chamar-se Vila Isabel após a assinatura da Lei do Ventre Livre pela Princesa Isabel, e a data marcou seu aniversário oficial.
Os primeiros moradores do Morro dos Macacos eram os antigos moradores da Fazenda dos Macacos. Os policiais e guardas florestais que trabalhavam no local também ajudaram a ocupar o morro. O nome se deu pela grande quantidade de macacos presentes na região. Na década de 20, o morro passou a ser ocupado por descendentes de escravos e nordestinos.

## Infraestrutura
As primeiras casas eram construídas de madeira, folhas, pano e estuque. A água era retirada da Borda do Mato, do corpo de bombeiros e da fábria de água sanitária, e a luz era obtida através de lampiões e lamparinas. A prefeitura costumava a derrubar as moradias, por isso elas costumavam a ser construidas no período da noite. Eventualmente, elas foram sendo substituidas por alvenaria. Os primeiros moradores que conseguiram acesso à luz cediam ou alugavam a energia para outras casas.
De acordo com os moradores, houve grandes melhorias no local nos governos de Carlos Lacerda e Brizola, além do Favela-Bairro II. Os moradores também se organizam em centros e associações para juntar recursos e pressionar o governo por melhorias no local.
Partes do morro correm risco de deslizamento de pedras.

## Cultura
O Morro dos Macacos possuia uma forte cultura de samba, que influenciou a escola de samba Unidos de Vila Isabel. Nos anos 2020, o rap e o funk haviam se tornado o estilo musical de preferência da comunidade.

## Tráfico de drogas
O Complexo dos Macacos era dominado pelo Amigo dos Amigos e tem rivalidade com o Morro São João, dominado pelo Comando Vermelho (CV). Em 17 de outubro de 2009, o CV invadiu o morro e um helicóptero da Polícia Militar foi abatido pelos traficantes.
Em 30 de novembro do mesmo ano, a A 13ª Unidade de Polícia Pacificadora, também chamada de UPP do Morro dos Macacos, foi inaugurada no morro. Os jornais brasileiros relataram que a violência caiu com a chegada das UPPs. e a favela começou seu processo de formalização. Em 2012, Martinho da Vila retornou ao morro após ficar afastado por mais de dez anos. Apesar disso, ainda foram registrados conflitos armados no local, incluindo a morte do ex-presidente da associação de moradores.

Os conflitos armados voltaram a acontecer no morro. Em 6 de março de 2021, um confronto com a polícia deixou 5 mortos. A polícia afirmou que apenas revidaram os tiros, mas os moradores afirmaram que ao menos dois dos mortos não estavam relacionado com o tráfico de drogas. O Terceiro Comando Puro passou a dominar o morro, e em maio de 2022, houve um conflito armado com armas de alto calibre contra o CV que durou ao menos 8 dias. Em junho de 2023, o CV tentou outro ataque contra o morro. Em junho de 2024, o CV atacou o Complexo da Pedreira, diversas comunidades de Jacarepaguá e o Morro dos Macacos. Em dezembro de 2024, o CV tomou controle da comunidade após uma intensa troca de tiros durante o natal e ano novo.  Ainda em dezembro de 2024, o Terceiro Comando Puro recebeu apoio de traficantes do Complexo de Israel e voltou a comunidade Morro dos Macacos para retomar o controle.  Em maio de 2025, traficantes do Terceiro Comando Puro do Morro dos Macacos realizaram um ataque a traficantes do Morro São João, que resultou na morte de um homem que era integrante do tráfico no Morro dos Macacos, mas que havia trocado de facção . Ainda em maio de 2025, em um ato de provável retaliação, tranficantes do Morro São João retomaram as tentativas de invasão ao Morro dos Macacos e conseguiram tomar a comunidade . 